# Аэродром (община, Скопье)
А́эродром (макед. Општина Аеродром) — община Северной Македонии, 11 августа 2004 года была выделена из общины Кисела-Вода.

## География
Расположена в юго-восточной части северомакедонской столицы и занимает площадь 21,85 км²,
и включает в свой состав несколько кварталов Скопье и село Долно-Лисиче.

## Население
По переписи 2002 года население общины было 72 009 жителей.
Этнический состав населения:
1. македонцы — 89,4 %;
2. сербы — 4,3 %;
3. албанцы — 1,4 %;
4. цыгане — 0,7 %;
5. боснийцы — 0,7 %;
6. турки — 0,6 %;
7. остальные — 2 %;